# Arthurův hrad
Arthurův hrad je umělá zřícenina hradu, který byl postaven v zámeckém parku zámku v Sychrově v okrese Liberec. Zámek s celám areálem, včetně staveb v parku, byl prohlášen v roce 1995 národní kulturní památkou.

## Historie
Kdy byl Arturův hrad, dříve zvaný Alte Burg, tj. Starý hrad, vystavěn, není přesně známo. Přestavbu zámeckého areálu do novogotické podoby realizoval architekt Josef Pruvot v letech 1847–1862, v době, kdy zámek patřil Rohanům. Objekt o stejném půdorysu na tomto místě můžeme najít zakreslený v katastrálních mapách z let 1843 a 1868. 

## Popis
Arturův hrad, stojící na konci severní osy parku, byl koncipován jako romantická brána, otevírající výhled do krajiny přes údolí řeky Mohelky. Po obou stranách brány je dvojice válcových věží, přičemž severovýchodní věž je mohutnější a nižší, které navzájem spojuje zeď s bránou ve stylu tudorovského oblouku. Spodní část nižší z věží byla zpevněna soklem. Věže jsou dále členěny lizénami. Ačkoliv se u obou věží nachází vstup, uvnitř chybí schodiště.[zdroj?]

## Dostupnost
Arthurův hrad stojí nad údolím Mohelky na severním okraji sychrovského zámeckého parku. Kolem romantické brány vede modrá turistická značka, směřující od Radimovic do Sedlejovic, a cyklotrasa č. 3044. K Arturovu hradu směřuje také trasa okružní naučné stezky Lesní putování s Kamilem Rohanem.